# Gli scorpioni del deserto

Gli scorpioni del deserto edito dalla Panini Comics

Gli scorpioni del deserto è una serie a fumetti creata da Hugo Pratt. La serie è ambientata in Africa Orientale tra il 1940 e il 1942 e ha come protagonista il capitano polacco Koinsky del Long Range Desert Group.

## Gli albi
Le prime cinque storie sono state scritte e disegnate da Pratt; le ultime due, realizzate dopo la sua morte sono disegnate da altri autori.
- Gli scorpioni del deserto (1969 su Sgt. Kirk)
- Piccolo Chalet (1975 su Linus)
- Vanghe Dancale (1980 su Alter Alter)
- Dry Martini Parlor (1982 su Alter Alter)
- Brise De Mer (1992)
- Appuntamento a Dire Daua (2005) di Pierre Wazem
- Quattro sassi nel fuoco (2007) di Giuseppe Camuncoli e Matteo Casali

Le storie sono state pubblicate prima su riviste e successivamente in volume.